# Meslin-l'Évêque
Meslin-l'Évêque is een dorp in de Belgische provincie Henegouwen, en een deelgemeente van de Waalse stad Aat.
Meslin-l'Évêque was een zelfstandige gemeente, tot die bij de gemeentelijke herindeling van 1977 toegevoegd werd aan de gemeente Aat.

## Bezienswaardigheden
- De Sint-Pieterskerk (Église Saint-Pierre) is een classicistisch kerkgebouw van 1792. Het meeste kerkmeubilair is 19e-eeuws.
- De Moulin Lescot is een windmolenrestant, gebouwd in 1845. Het wiekenkruis is verwijderd.

## Natuur en landschap
Ten zuiden ligt het Bois du Carmois. De hoogte aan de kerk bedraagt 44 meter.

## Demografische ontwikkeling
- Bronnen:NIS, Opm:1831 tot en met 1970=volkstellingen, 1976= inwoneraantal op 31 december

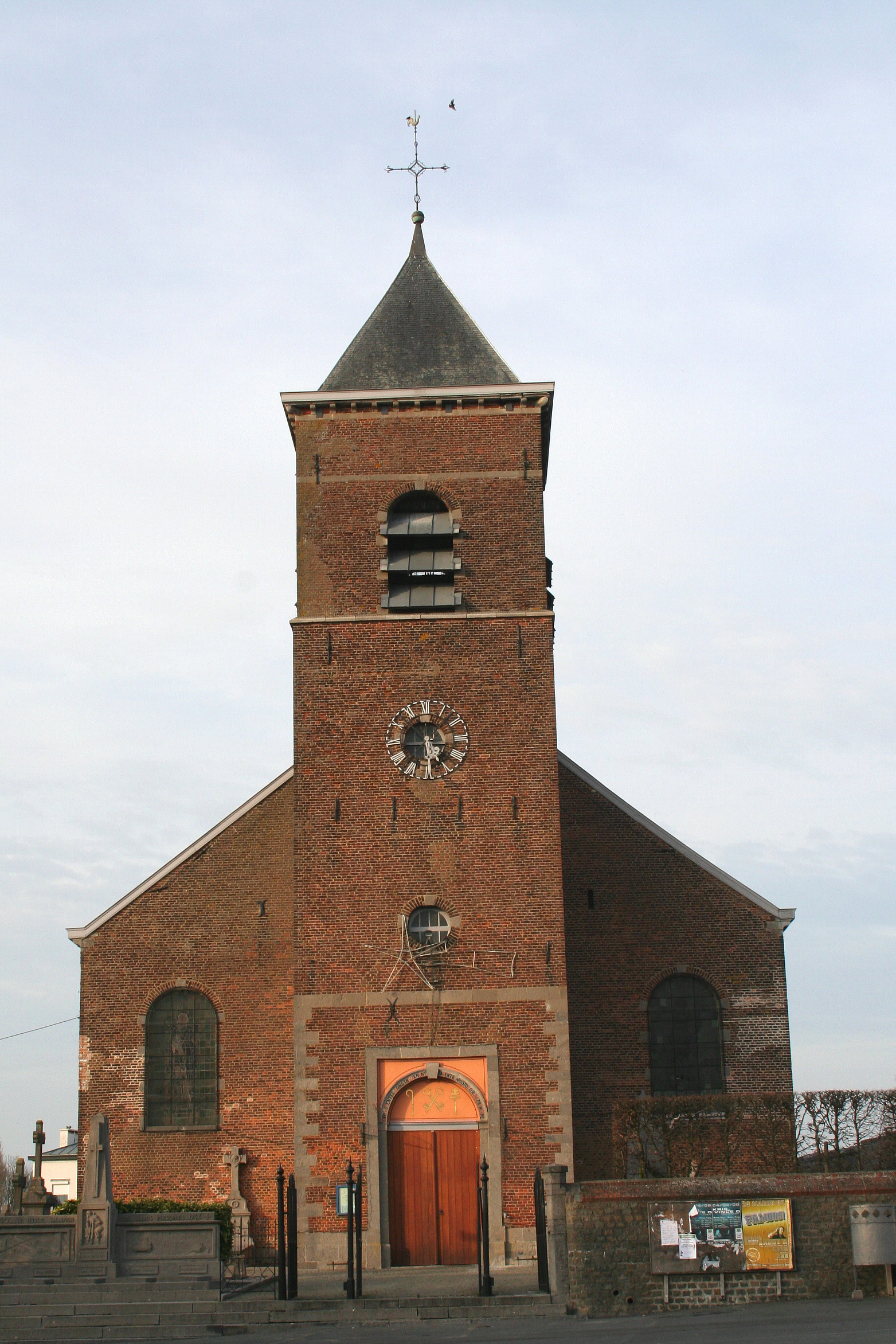
De Sint-Pieterskerk (1792).

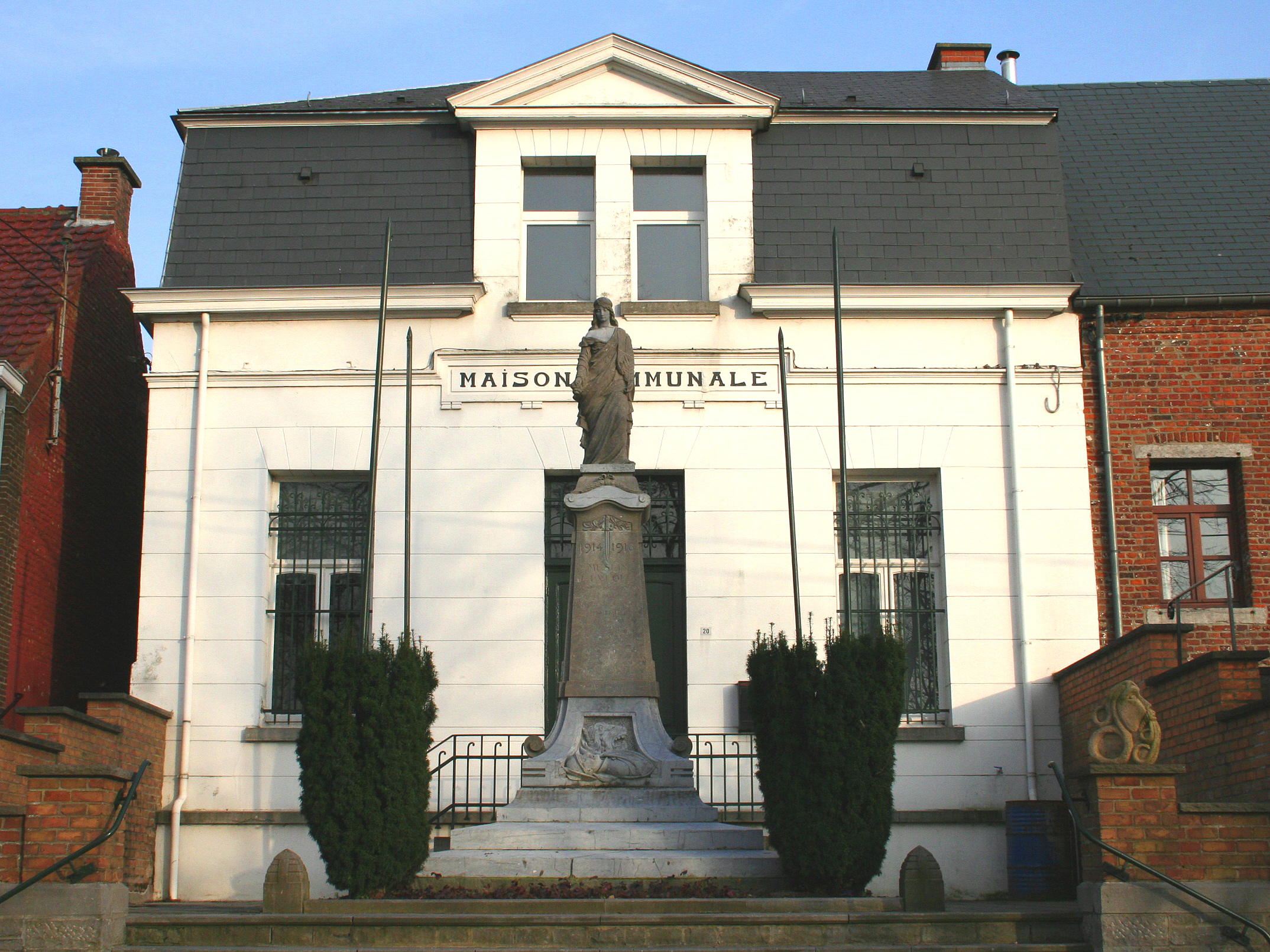
Het voormalige gemeentehuis.

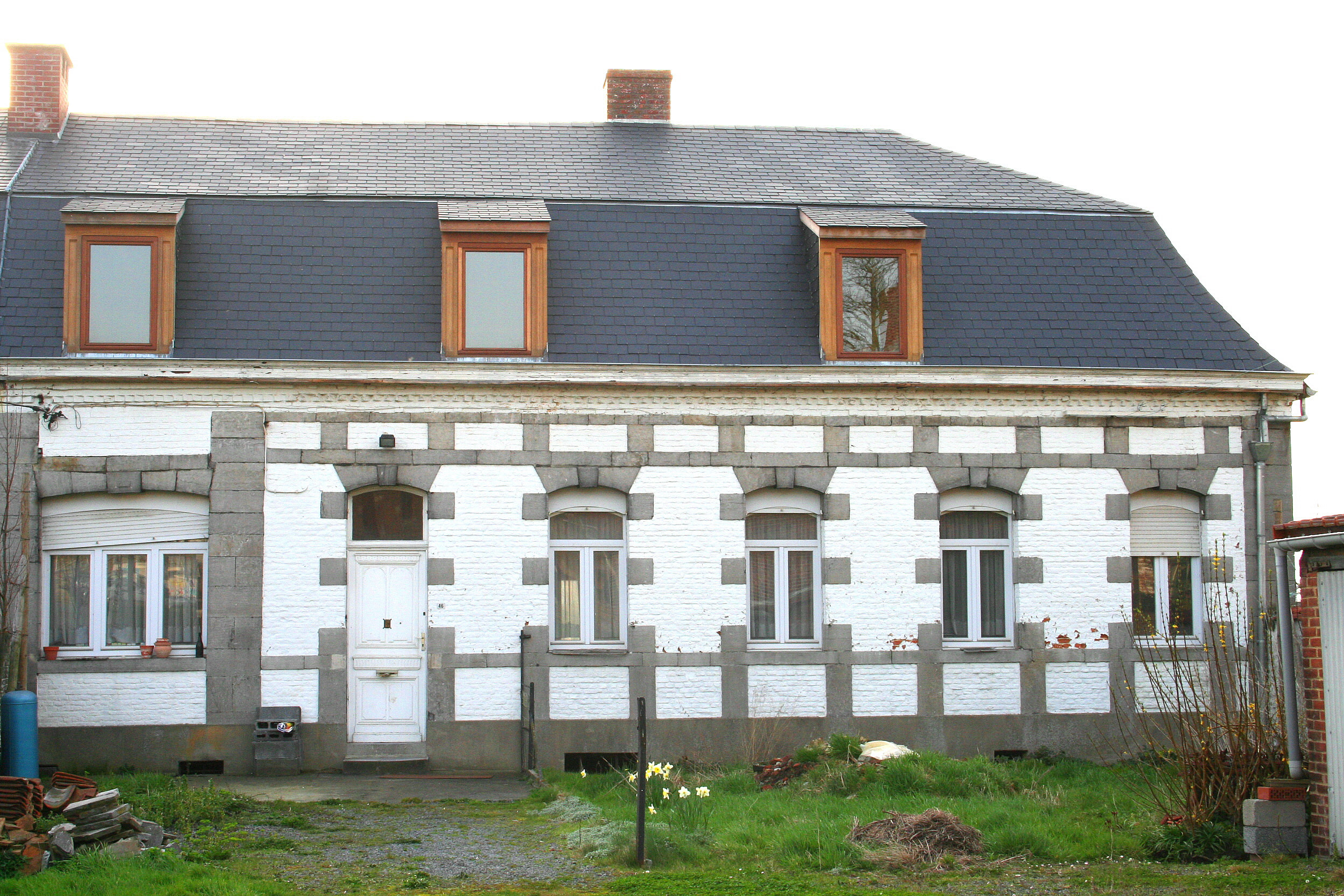
Het huis van Fénelon (XVIIIde eeuw).

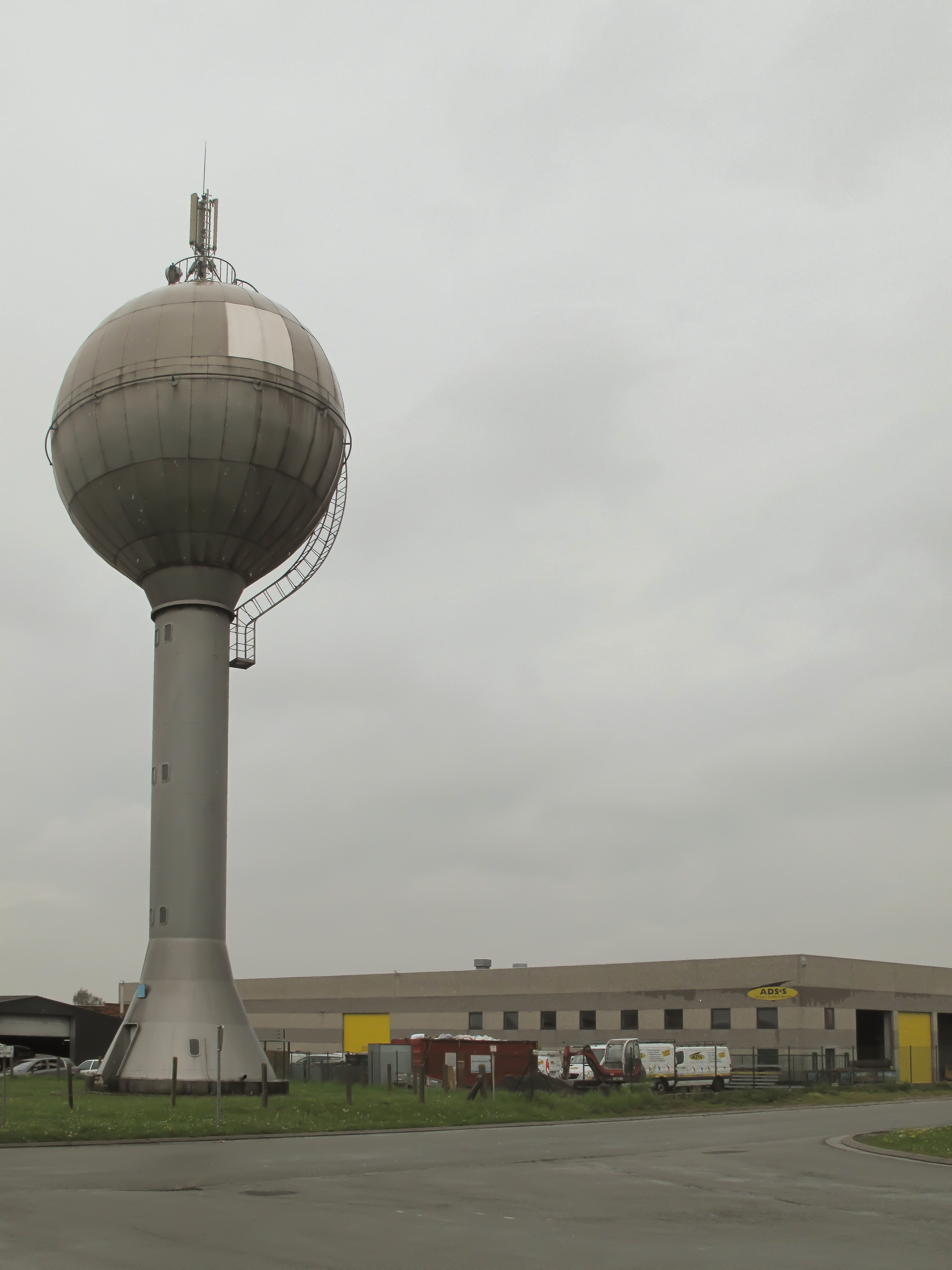
Watertoren

## Nabijgelegen kernen
Isières, Ghislenghien, Mevergnies-lez-Lens